# Samir Mohamed
Samir Mohamed, né le 8 août 1980 à Nîmes, est un fulleur et kickboxeur franco-marocain, surnommé le petit prince ou le petit prince des rings.

## Palmares
17 fois champion du monde dans sa catégorie en Full contact, 5 fois Champion du monde de Kickboxing et 3 fois Champion du monde de Muaythai. Champion NDC 2011, Champion du Monde Full WKN, Champion du Monde Thaï WKN; il compte 120 victoires dont 73 par KO, 2 nuls et 3 défaites.
Plus jeune boxeur professionnel à 16 ans et demi, il gagne son premier titre national (Full Contact) en juin 1994, son premier titre européen (Muay Thaï) en mai 1997 et son premier titre mondial (Muay Thaï) en février 1998. En 2002, il était le meilleur boxeur de Muay Thaï de sa catégorie de la WKN avec les titres de champion du monde des trois disciplines de cette fédération (Full contact, Muay Thaï et Freestyle). En 2004, son combat est une des deux têtes d'affiche du premier championnat du monde organisé en Roumanie (« Le deuxième nom lourd du gala sera le champion du monde de la catégorie des 66 kg, Samir Mohamed. Invaincu de toute sa carrière, qui compte 101 matchs, le Français rencontrera le Belge Daniel Velvedis »). Son combat du 19 décembre 2005 contre Gary Hamilton en championnat de monde reste considéré par certains comme un combat historique même 15 ans après celui-ci,. Il clôt sa carrière en 2022 par une victoire,.